# والکیل، شهرستان اولستر، نیویورک
والکیل (به انگلیسی: Wallkill) یک منطقهٔ مسکونی در ایالات متحده آمریکا است که در شهرستان اولستر، نیویورک واقع شده‌است. والکیل ۲٬۲۸۸ نفر جمعیت دارد.